# Metaxanthops
Metaxanthops is een geslacht van kreeftachtigen uit de klasse van de Malacostraca (hogere kreeftachtigen).

## Soort
- Metaxanthops acutus Serène, 1984